# 大村喜吉
大村 喜吉（おおむら きよし、1916年4月21日 - 2003年2月19日）は、日本の英語教育史研究者、埼玉大学名誉教授。
神奈川県横浜市生まれ。1938年東京外国語学校英語科卒業、群馬県立館林中学校教諭、1946年東京農業教育専門学校助教授、1951年東京教育大学助手、1959年東京工業大学講師、1961年『斎藤秀三郎伝』で毎日出版文化賞受賞、1963年助教授、1966年埼玉大学教育学部教授、付属中学校校長を経て1981年定年退官。1990年勲三等旭日中綬章受勲。専門は英語教育、英語教育史。

## 著書
- 『斎藤秀三郎伝 その生涯と業績』吾妻書房 1960
- 『学研和文英訳』学習研究社 1962
- 『日本の留学生 和魂洋才の若ものたち』早川書房(ハヤカワ・ライブラリ)　1967
- 『漱石と英語』本の友社 2000

共著
- 『日本の英語教育史』高梨健吉共著 大修館書店 1975